# Jaca
Jaca este un oraș cu 11,916 loc. (în 2007) situat pe Drumul lui Iacob și pe cursul râului Aragon, el este amplasat în provincia Huesca, Aragon Spania.